# 庆承道
庆承道（1903年—1985年10月26日），字幼吾，男，安徽含山人，中国铁道工程专家，曾任第二、三、四、五、六届全国政协委员。

## 生平
庆承道幼年父逝，家境贫寒。1914年考入含山高等学堂，1916年考入芜湖赭山中学，因成绩优异而免交学费。1926年，从唐山交通大学（今西南交通大学）土木工程系毕业，分配到东北四（四平街）洮（洮南）铁路局当实习生。因不堪日本人的工务处处长侮辱，回安徽六安中学任教。半年后，到青岛工程事务所任工程员，并在青岛大学兼课。1929年，公费留美，入美国康乃尔大学学习。1931年，提前获土木工程硕士学位并回国。在济南小青河工程局工作三年多后，到天津大学任教。1937年抗日战争爆发后，至湘潭湘黔铁路局工作，后转至黔桂线，先后到宜山、成都的工地进行铁路设计工作。1953年8月，调任铁道部设计预算鉴定委员会副主任，参与主持武汉长江大桥、郑州黄河大桥、南京长江大桥的技术鉴定工作。1985年病逝于北京。

## 荣誉

### 中华民国勋章奖章
- 六等景星勋章（1947年7月16日批准[5]）